# Municipio de Dassel
El municipio de Dassel (en inglés: Dassel Township) es un municipio ubicado en el condado de Meeker en el estado estadounidense de Minnesota. En el año 2010 tenía una población de 1526 habitantes y una densidad poblacional de 17,28 personas por km².

## Geografía
El municipio de Dassel se encuentra ubicado en las coordenadas 45°6′49″N 94°18′41″O / 45.11361, -94.31139. Según la Oficina del Censo de los Estados Unidos, el municipio tiene una superficie total de 88.3 km², de la cual 77,98 km² corresponden a tierra firme y (11,68 %) 10,32 km² es agua.

## Demografía
Según el censo de 2010, había 1526 personas residiendo en el municipio de Dassel. La densidad de población era de 17,28 hab./km². De los 1526 habitantes, el municipio de Dassel estaba compuesto por el 98,3 % blancos, el 0,2 % eran afroamericanos, el 0,26 % eran asiáticos, el 0,72 % eran de otras razas y el 0,52 % eran de una mezcla de razas. Del total de la población el 1,64 % eran hispanos o latinos de cualquier raza.